# Coupe continentale de combiné nordique 2015
Navigation
2013 — 2014 2015 — 2016
La Coupe continentale de combiné nordique 2014 - 2015 est la septième édition de la Coupe continentale de combiné nordique, compétition de combiné nordique organisée annuellement par la fédération internationale de ski.

Elle se déroule du 12 décembre 2014 au 8 mars 2015.
18 épreuves étaient au programme de la saison, 16 en individuel et 2 par équipes.
Elles ont eu lieu sur 8 étapes, la première en ouverture en Amérique du Nord et les 7 autres en Europe.
Cette Coupe continentale a donc débuté dans l'Utah, aux États-Unis et a fait étape au cours de la saison
en Norvège (Høydalsmo),
en Suède (Falun),
en Slovénie (Planica),
en Autriche (Ramsau am Dachstein),
en Allemagne (Klingenthal),
en Finlande (Ruka),
pour s'achever en Russie, à Tchaïkovski.
Elle a été remportée par l'Autrichien Lukas Greiderer.
La compétition fut interrompue du 1er au 8 février par les Championnats du monde junior de ski nordique, qui se tenaient au Kazakhstan, à Almaty.

## Programme
| \| Høydalsmo Falun Kuusamo Klingenthal Planica Ramsau Tchaïkovski \| Les sites des compétitions en Europe (+ Utah, E-U) |
| Høydalsmo Falun Kuusamo Klingenthal Planica Ramsau Tchaïkovski                                                          |

## Attribution des points
| Place  | 1er | 2e | 3e | 4e | 5e | 6e | 7e | 8e | 9e | 10e | 11e | 12e | 13e | 14e | 15e | 16e | 17e | 18e | 19e | 20e | 21e | 22e | 23e | 24e | 25e | 26e | 27e | 28e | 29e | 30e |
| ------ | --- | -- | -- | -- | -- | -- | -- | -- | -- | --- | --- | --- | --- | --- | --- | --- | --- | --- | --- | --- | --- | --- | --- | --- | --- | --- | --- | --- | --- | --- |
| Points | 100 | 80 | 60 | 50 | 45 | 40 | 36 | 32 | 29 | 26  | 24  | 22  | 20  | 18  | 16  | 15  | 14  | 13  | 12  | 11  | 10  | 9   | 8   | 7   | 6   | 5   | 4   | 3   | 2   | 1   |

## Classement général
| Rang | Nom                        | Points |
| ---- | -------------------------- | ------ |
| 1    | Lukas Greiderer            | 528    |
| 2    | Harald Lemmerer            | 484    |
| 3    | Gudmund Storlien           | 462    |
| 4    | Truls Sønstehagen Johansen | 460    |
| 5    | Sindre Ure Søtvik          | 446    |
| 6    | Franz-Josef Rehrl          | 425    |
| 7    | Tomaz Druml                | 422    |
| 8    | Fabian Steindl             | 371    |
| 9    | Tobias Simon               | 347    |
| 10   | Espen Andersen             | 338    |

| Rang | Pays       | Points |
| ---- | ---------- | ------ |
| 1    | Autriche   | 4453   |
| 2    | Norvège    | 3028   |
| 3    | Allemagne  | 1816   |
| 4    | France     | 692    |
| 5    | Finlande   | 686    |
| 6    | Russie     | 495    |
| 7    | Japon      | 448    |
| 8    | Italie     | 280    |
| 9    | États-Unis | 257    |
| 10   | Tchéquie   | 136    |

## Calendrier
| Étape                                                                            | Date             | Épreuve                      | Vainqueur                                                | Deuxième                                            | Troisième                                            | Leader du Classement       |
| Park City - Soldier Hollow                                                       |                  |                              |                                                          |                                                     |                                                      |                            |
| 1                                                                                | 12 décembre 2014 | HS 100 / 10 km               | Tomaz Druml                                              | Lukas Greiderer                                     | Marco Pichlmayer                                     | Tomaz Druml                |
| 2                                                                                | 13 décembre 2014 | HS 100 / 10 km               | Tomaz Druml                                              | Lukas Runggaldier                                   | Yusuke Minato                                        | Tomaz Druml                |
| -                                                                                | 14 décembre 2014 | HS 100 / 10 km               | Epreuve annulée (manque de neige)                        | Epreuve annulée (manque de neige)                   | Epreuve annulée (manque de neige)                    | Tomaz Druml                |
| Høydalsmo                                                                        |                  |                              |                                                          |                                                     |                                                      |                            |
| 3                                                                                | 10 janvier 2015  | HS 94 / 10 km                | Truls Sønstehagen Johansen                               | Paul Gerstgraser                                    | Sepp Schneider                                       | Tomaz Druml                |
| 4                                                                                | 11 janvier 2015  | HS 94 / 10 km                | Paul Gerstgraser                                         | Espen Andersen                                      | Gudmund Storlien                                     | Tomaz Druml                |
| Falun                                                                            |                  |                              |                                                          |                                                     |                                                      |                            |
| 5                                                                                | 17 janvier 2015  | Par équipe HS 100 / 2*7,5 km | Norvège I- Gudmund Storlien - Truls Sønstehagen Johansen | Norvège II- Sindre Ure Søtvik - Ole Martin Storlien | Autriche I- Alexander Brandner - Tobias Kammerlander | Tomaz Druml                |
| 6                                                                                | 18 janvier 2015  | HS 100 / 10 km               | Truls Sønstehagen Johansen                               | Ole Martin Storlien                                 | Espen Andersen                                       | Truls Sønstehagen Johansen |
| Planica                                                                          |                  |                              |                                                          |                                                     |                                                      |                            |
| 7                                                                                | 24 janvier 2015  | HS 139 / 10 km               | Tobias Simon                                             | Sindre Ure Søtvik                                   | Ole Martin Storlien                                  | Truls Sønstehagen Johansen |
| 8                                                                                | 25 janvier 2015  | HS 139 / 10 km               | Sindre Ure Søtvik                                        | Lukas Greiderer                                     | Truls Sønstehagen Johansen                           | Truls Sønstehagen Johansen |
|                                                                                  |                  |                              |                                                          |                                                     |                                                      |                            |
| Almaty Championnats du monde junior de ski nordique 2015 (1er au 8 février 2015) |                  |                              |                                                          |                                                     |                                                      |                            |
|                                                                                  |                  |                              |                                                          |                                                     |                                                      |                            |
| Ramsau am Dachstein                                                              |                  |                              |                                                          |                                                     |                                                      |                            |
| 9                                                                                | 14 février 2015  | HS 98 / 10 km                | Taylor Fletcher                                          | Paul Gerstgraser                                    | Espen Andersen                                       | Truls Sønstehagen Johansen |
| 10                                                                               | 15 février 2015  | HS 98 / 10 km                | Espen Andersen                                           | Gudmund Storlien                                    | Sindre Ure Søtvik                                    | Truls Sønstehagen Johansen |
| Klingenthal                                                                      |                  |                              |                                                          |                                                     |                                                      |                            |
| 11                                                                               | 21 février 2015  | Par équipe HS 140 / 2*7,5 km | Autriche II- Mario Seidl - Paul Gerstgraser              | Norvège I- Jarl Magnus Riiber - Espen Bjørnstad     | Autriche I- Alexander Brandner - Lukas Greiderer     | Truls Sønstehagen Johansen |
| 12                                                                               | 22 février 2015  | HS 140 / 10 km               | Jarl Magnus Riiber                                       | Eero Hirvonen                                       | Mario Seidl                                          | Truls Sønstehagen Johansen |
| Ruka (Kuusamo)                                                                   |                  |                              |                                                          |                                                     |                                                      |                            |
| 13                                                                               | 28 février 2015  | HS 142 / 10 km               | Bernhard Flaschberger                                    | Mario Seidl                                         | Gudmund Storlien                                     | Truls Sønstehagen Johansen |
| 14                                                                               | 1er mars 2015    | HS 142 / 10 km               | Lukas Greiderer                                          | Gudmund Storlien                                    | Sindre Ure Søtvik                                    | Lukas Greiderer            |
| Tchaïkovski                                                                      |                  |                              |                                                          |                                                     |                                                      |                            |
| 15                                                                               | 6 mars 2015      | HS 140 / 10 km               | Fabian Steindl                                           | Harald Lemmerer                                     | Martin Fritz                                         | Lukas Greiderer            |
| 16                                                                               | 7 mars 2015      | HS 140 / 10 km               | Harald Lemmerer                                          | Martin Fritz                                        | Franz-Josef Rehrl                                    | Lukas Greiderer            |
| 17                                                                               | 8 mars 2015      | HS 140 / 15 km               | Fabian Steindl                                           | Tobias Simon                                        | Harald Lemmerer                                      | Lukas Greiderer            |